# Templo de Atenea (Esmirna)
El Templo de Atenea fue un antiguo templo griego dedicado a Atenea en la Antigua Esmirna, en Asia Menor, en la actual Esmirna (Turquía). Es el templo monumental más antiguo conocido de las regiones griegas orientales.

## Historia
El Templo de Atenea fue construido en varias etapas durante el período geométrico y el arcaico en torno a 700-580 a. C. Esto lo convierte en el primer templo a gran escala conocido de las regiones griegas orientales. La datación del templo se ha basado principalmente en las técnicas de construcción y en la cerámica de estilo corintio hallada en el yacimiento. Su dedicación a Atenea se conoce por los ofrendas votivas encontrados en él.
Se han identificado tres fases constructivas principales. La fase I data del período geométrico tardío, en torno al 725-700 a. C., y la fase II del período arcaico antiguo, en torno al 675-640 a. C. La fase III, que suele incluir la construcción del naos, data de alrededor del 640-610 a. C. Por otra parte, también se ha sugerido que el naos es posterior, y que se construyó hacia el 500 a. C.
El templo fue destruido alrededor del año 600 a. C. durante una invasión dirigida por Aliates II, rey de Lidia. Es posible que en aquel momento estuviera inacabado. El edificio fue restaurado en torno a 590-580 a. C. El lugar siguió en uso para el culto hasta alrededor del 545 a. C., cuando fue destruido de nuevo por los aqueménidas. El santuario quedó entonces abandonado.

## Descripción
El edificio estaba situado en la parte norte de la antigua Esmirna, cerca de la muralla y de su puerta noreste. Estaba situado en un témenos terraplenado construido al efecto. El estilóbato medía aproximadamente 19 × 32 ms. Existen diferentes interpretaciones sobre el número y la colocación de las columnas de la peristasis. Según una teoría, habría seis columnas (hexástilo) en el lado corto del extremo oeste y 11 columnas en el lado largo del extremo sur, mientras que los lados norte y este no tendrían columnas. Según otra teoría, habría 8 × 14 columnas en los lados este, oeste y sur, pero el lado norte no tendría columnas. Es posible que hubiera una o dos filas de columnas en el interior del naos.
Era de estilo eólico, deducido por en el capitel  encontrado. Los capiteles tenían volutas verticales con palmetas entre ellas. Pueden estar basados en influencias de Oriente Medio. En la actualidad, se han erigido algunas columnas eólicas modernas de gran tamaño en el emplazamiento del templo como modelos y monumentos conmemorativos.
Una rampa escalonada conducía al templo. En el lado sur del témenos había dos estoas con un propileos entre ellas.